# ماركيز سميث
ماركيز سميث (بالإنجليزية: Marquis Smith)‏ هو لاعب كرة قدم أمريكية أمريكي، ولد في 13 يناير 1975 في سان دييغو في الولايات المتحدة.

## وصلات خارجية
- ماركيز سميث على موقع مرجع كرة القدم المحترفة.كوم (الإنجليزية)